# Soul Link
『Soul Link』（ソウル リンク）は、Navelから2004年12月17日に発売されたアダルトゲーム、およびそれを原作として制作されたテレビアニメである。

## 概要
近未来世界の宇宙ステーションを舞台としたSFアドベンチャーゲームで『SHUFFLE!』に続くNavelの第2作。鈴平ひろにとっては、初の単独原画作品となる。当初はブランド3作目として予定されていたが、諸事情により繰り上がった。
一般ユーザーでも受け入れやすい内容を意識した『SHUFFLE!』と違い、「男性主人公が2人」「ヒロインの陵辱シーンがある」「選択肢が多く、バッドエンドが多い」といったよりゲーム性やサスペンスを重視した難易度の高い内容となっている。
2004年12月17日、NavelよりMicrosoft Windows用アダルトゲームとして『Soul Link』とその初回限定版『Soul Link -PREMIUM EDITION-』が発売された。
2006年4月にはテレビアニメ化された。詳細はアニメを参照。
2006年6月29日にはインターチャネルからPlayStation 2版『Soul Link EXTENSION』（ソウル リンク エクステンション）が発売された。新キャラクターならびに新規CGが追加されるとともに、シナリオの容量が増加されている。シナリオは、PC版では触れられなかった部分についても補完されている。
2010年6月25日、ヒント機能などの新要素を加えたフルリメイク版『Soul Link ULTIMATE』（ソウル リンク アルティメット）がNavelから発売された。『ね〜PON?×らいPON!』に入っていた後日談2本も、「アフターストーリー」という形で収録されている。鈴平ひろは新規パッケージと店舗特典1枚で参加している。

## ストーリー
西暦2045年秋、中央士官学校本科に所属する相澤秀平は科の任務で宇宙ステーション「アリエス」を訪れる。そこには同じ学校の予科生である弟の涼太や幼馴染の七央も来ていた。学友達同士で過ごす楽しいひと時も束の間、突如としてアリエスは武装過激派組織「ハララクス」により襲撃され高度130万フィート上空で孤立してしまう。何とかアリエスをハララクスの手から取り戻そうと奮闘する秀平達。だが彼らはその時まだ、事件の裏に隠された恐るべき真実を知る由もなかった。

## キャラクター
各登場人物の声優は左側がWindows版、右側がドラマCD・PS2・アニメ版。

### メインキャラクター
相澤 秀平（あいざわ しゅうへい）
声 - ヘルシー太郎 / 伊藤健太郎 / 幼少期 - 小林ゆう（TVアニメ）
誕生日：4月12日。身長：178cm。
主人公の一人。中央士官学校本科2年。頭脳明晰にして運動神経抜群であり、予科（少年科）を2年飛び級して本科に入学したエリート。予科では「10年に1人の天才」とまで呼ばれた。行動力があり正義感も強いが、少々デリカシーに欠け一般常識に疎いところがある軽い性格の持ち主。時々、正体不明の淫夢を見る。アリエス占拠後は、仲間達を代表するリーダー的存在となる。
セラリアによってアリエス搭乗前に肉体へスキュラ細胞を注入されたためスキュラ化してしまうが、ひたすら自我を保ち続けていた。
後日談では、七央と結婚してななみと3人で暮らしている。
相澤 涼太（あいざわ りょうた）
声 - 小池竹蔵 / 荻原秀樹 / 幼少期 - 結城みづほ / 井ノ上奈々（TVアニメ）
誕生日：9月10日。身長：171cm。
主人公の一人。秀平の弟。中央士官学校予科3年。おっとりとしたマイペース派で、争いごとは好きではない。やや引っ込み思案で、周囲に振り回されやすいが、正しいと信じたことは譲らない。秀平がいない間、仲間をまとめるリーダー的存在となった。
小さい頃に両親は病死してしまっていたが、兄の秀平がいつもとなりにいたからこそ寂しさは無かった事が沙佳ルートで明らかになる。
頼りになる自慢の兄に頼りきりだからこそ、今の性格となってしまい責任感が持てず、自信を持てる勇気も無かった。
だが優しく人の心を開かせると言う才能と人の力を引き出す才能を持つ為、仲間達から信頼を掴み、まとめ役をこなす。
ストーリーが進む度にリーダーとして成長し、七央とセラリアからもたくましくなったと言わせるほどに。
アニメではイラストや物語展開上では主人公であったものの、ゲームとは違いあまり活躍できなかった。
後日談では、沙佳と恋人同士になっている。
森崎 七央（もりさき なお）
声 - 長澤仁美 / 佐久間紅美
誕生日：10月19日。身長：161cm。スリーサイズ：B90/W60/H86。
中央士官学校予科4年。医療班に所属。ナイチンゲールへの憧れから看護師を志す。相澤兄弟の幼馴染で秀平の恋人。ピンクの髪を持つ清楚な美少女。母性的・家庭的でお菓子作りが趣味(ただし編み物は苦手)。他人へは優しく親切に接する。真面目で努力家なしっかり者ではあるが、お嬢様育ちのためか、やや天然ボケが入っている。
スキュラ化した秀平と交わった折、ハーフ・スキュラの稲月ななみを産み落とす。ゲーム終盤になるまで、本人もそのことは知らなかった。
後日談では、秀平と結婚してななみと3人で暮らしている。
永瀬 沙佳（ながせ さやか）
声 - 豪徳寺愛子 / 増田ゆき
誕生日：12月10日。身長：160cm。スリーサイズ：B83/W57/H81。
中央士官学校予科3年。黒髪ロングの活発な美少女。積極的であり責任感が強い。他人への面倒見が良く周囲からの人望も厚い。予科では委員長を務めている。涼太に好意を持っている。
乗り物マニアであり、将来はパイロットを目指している。既に大半の乗り物の操縦免許を取得済み。乗り物の運転にかけては天才的なセンスを持っているが、乗ったときには性格が変わる。
作業機でのサーヴァント戦ではその才能が発揮されて、戦うたびに強くなっていく。それはセラリアですら追い込み撤退に追い込ませるほどである。
原画家の鈴平ひろやシナリオの藤海琢樹いわく、「七央に対比するもう一人のメインヒロイン」的な位置づけにある。
アニメでは、主人公となった涼太同様メインヒロイン的存在であったが、同じくあまり活躍できなかった。
また亜弥を助けたいと言う気持ちはPCやリメイクより現われていて、暴走してしまう一面もある。
森本茂道の実の娘である。両親は離婚しているため、彼女は母方姓の永瀬を名乗っていた。幼少期の出来事のため、彼女はそのことを知らないでいた。
後日談では、涼太と恋人同士になっている。
新田 亜希（にった あき）
声 - 大野まりな / 同左
誕生日：6月15日。身長：158cm。スリーサイズ：B77/W55/H79。
中央士官学校予科1年。金髪ツインテールの美少女。天才的な頭脳を持ち、特にコンピュータ関係の扱いに長けている。気が強く生意気で、歯に衣着せぬ物言いをする。自分より劣った相手は見下すが、実力のある者に対しては猫をかぶる。異母兄の和彦とは仲が悪いが、心の奥底では信頼している。
涼太の事は兄の秀平に比べて頼りない所があると見下していたが、第二章でリーダーとしての活躍や成長していく為に見直していく。
亜希ルートでは、涼太の優しさに甘えて恋路を抱く。また和彦との口喧嘩によって関係が悪化するも、アリエス脱出の時に涼汰と逃げ遅れた為、かなり深刻に心配していた和彦に、兄としての優しさに温まれて泣き出して抱き合う。
企画段階では存在していなかったが、「年下のキャラを増やして欲しい」という鈴平の要望とイラストから誕生した。
後日談では、媚薬を使って涼太と沙佳の仲を進展させようとするも、誤って自分も飲んでしまい、3Pで処女喪失することに。
アニメの最終話では、和彦がカレンと恋路の関係を抱いているのを見て彼女に兄を託す。
ユウ＝ヤマナミ
声 - 碧 / 嶋方淳子
誕生日：11月8日。身長：168cm。スリーサイズ：B89/W61/H86。
アリエスに取り残された民間人女性。緑色ロングの髪は後ろをゴムで縛って横ポニーテールにしている。寡黙で冷静沈着だが他人との接触を嫌い、いつも単独行動を貫いている。異常なまでに落ち着き払っているので周囲からその素性を怪しまれている。
正体は、ハララクス内の別勢力に雇われた傭兵。その戦闘能力は高い。一時は秀平と対決するが、後に涼太や沙佳達のグループと行動を共にする仲間となる。
単独行動を主に求めているうえに誰かに庇われるのを嫌い、意地っ張りな性格であり、カレンとはいつも口喧嘩をする。しかし本当は優しくてカレンのハイキックを庇い、倒れた涼太を看病する。
アメリカ合衆国出身。貧しい母子家庭で育つ。自分の過去を話した涼太に、母親が自分をかばって死んだ事で自分が助けられるのがトラウマである事が見抜かれてから、涼太に対してはさらに親しくなり、沙佳と親しく話していた時には嫉妬する感情が芽生える。
カレン＝タチバナ
声 - 倉田まりや（リメイク版のみ） / 庄子裕衣
誕生日：4月18日。身長：163cm。
PS2版及びリメイク版で追加された新キャラクター。南アメリカ大陸の出身だが日系人の血を引いており、日本語が堪能。元々は正規の軍人であったが、現在はハララクスの一員。戦闘能力は高く、勘も鋭い。ただし人情に弱いところがあり、そして若さゆえの暴走もある。
面倒見が良く、ななみから預かっていたくーちゃんから親しまれている。
ゲイルに憧れており、決行前日になって今回の作戦に急遽参加した。その実力からナンバー2のポジションに就いている。後に涼太達と行動を共にするようになるが、その底抜けな明るさからムードメーカーとなった。ただしその経歴からか、ユウとは仲が悪い。ただしユウ以外のメンバーとはすぐに打ち解け、亜希との相性は抜群だった。
カレンルートではゲイルに対する尊敬心が涼太に嫉妬心を抱かせる事となる。また頭脳は優れておらず、和彦から借りたクロスワードパズルの問題雑誌に答えられないときに、怒り任せに破ってしまう（この為、それ以降は和彦からは貸してもらえなかった）。
リメイク版では新規にHシーンが追加された。
アニメでは和彦と強い繋がりを持ち、互いに好意を抱く。

### サブキャラクター
稲月 ななみ（いなつき ななみ）
声 - まきいづみ / 柳瀬なつみ
誕生日：1月1日。
民間人の少女。いつも笑顔でいるムードメーカー。お菓子が大好きな食いしん坊。性格は外見同様に子供っぽいが、やたら物覚えが良く勘も鋭い。秀平と七央を強く慕っており、また涼太に好意を抱いている。
実はスキュラ化した秀平と七央の間に生まれた子供で、人間とスキュラ（謎の液体生命体）の細胞を併せ持つハーフ・スキュラ。その情報吸収能力は目覚しいものがある。彼女の隠された能力（スキュラの弱点であるガン細胞の移植、スキュラ自身は因子がないため、発ガンしない）がセラリアには致命的なものとなる。アニメではシンからその秘密を聞かされてセラリアに触れるだけでそれを打ち倒す。
後日談では、結婚した秀平・七央と共に3人で暮らしている。
杉本 亜弥（すぎもと あや）
声 - 芹園みや（PC版）、芳田まり（リメイク版） / 南條愛乃
誕生日：8月29日。身長：155cm。
アリエスに取り残された民間人。沙佳の親友。海外生活が長く、外国語学科のある学校に通っている。おとなしく内気で、将来の夢は花屋だという夢見がちな少女。ハララクスに拉致された彼女のことを沙佳は心配していた。5人組少年アイドルグループSNIPEの追っかけ。
PC版では服の設定があるにもかかわらず、裸の陵辱シーンしか出番がなかった。しかしPS2版では凌辱シーンがなくなり、英語しか話せないゲイルたちと日本語しか話せない捕虜たちとの間の通訳となっている。後にゲイルと行動を共にするようになり、第3章の準ヒロインに昇格する。リメイク版ではゲイルとのHシーンが追加された。
アニメでは、テロリスト達の身の世話をしていた。
後日談では、念願叶ってフラワーショップを営んでいる事が語られている。
新田 和彦（にった かずひこ）
声 - 瑞生愁 / 子安武人
誕生日：6月8日。
亜希の兄で涼太の同級生。国内有数である大企業の御曹司。特注である白い制服を着ている。涼太をやけにライバル視しており、しょっちゅう嫌味を投げかけている。これは、初恋の相手である七央が涼太と親しいため、このような態度を取っている。また、七央の恋人関係である秀平に対しても嫉妬意識を抱く。
母親違いの妹亜希ともいがみ合うことが多いが、心の奥底では強い絆で結ばれている。知識が豊富で、薀蓄を説くことが多いため、「歩く百科事典」と呼ばれたりする。
亜希とは良く口喧嘩をするが、亜希ルートでは自分が御曹司の生まれで誰も自分と向き合ってくれなかった事に不安を持っていた。しかし亜希だけは自分に対してはっきりと向き合って論破してくる。最初は良く口喧嘩をしていたが、彼にとっては救われたと思って兄として感謝を抱いている。
アリエス脱出には、逃げ遅れた亜希が無事であった事に、子供の様に泣き付いて抱きつく。その後、ライバル視していた涼太に亜希を助けてくれた事に関して素直じゃなくても「ありがとう」と言って感謝する。
アニメでは最初は涼汰に対しても対抗意識を持っていた物の、アリエスの事件発生時には普通に仲間として接し、事件解決後には英雄扱いされていた涼汰を良くやったと素直に褒めている。
また、カレンと強い繋がりを持ち、互いに好意を抱く。
森本 茂道（もりもと しげみち）
声 - 長野勇 / 若本規夫
誕生日：2月4日。
アリエスの副責任者。自らを「ダンディ」と呼ぶユーモアのある男性。アリエス占拠時は、大人の男性として活躍する。一人暮らしが長いせいか、そこそこ料理が得意。趣味は、バイオリンと手品。
離婚した妻との間に娘（永瀬沙佳）がいる。
ゲームではアリエス脱出時に調子の悪い作業機に乗っていた沙佳（沙佳ルートでは涼汰と共に）スキュラ・サーヴァント達から救う為に自分が劣りになって死んでしまうが、第三章でななみのハーフ・スキュラとしての力によって生き返り、秀平達と共に脱出をする。
後日談では、ななみのパーティ開催時に娘の沙佳と親子の再会を果たす。
アニメではスキュラ・サーヴァントから涼太や沙佳達を庇い撃たれ、涼汰に自分の娘を護って欲しいと頼み死亡する。
ゲイル＝ランティス
声 - 岡田浩司 / 長嶝高士
誕生日：7月12日。
ハララクス実行部隊リーダーの男。実戦経験豊富なプロのテロリスト。口調が下品で気が短く、すぐ頭に血が上る。しかしその能力は高く、部下想いであるため、部下からは慕われている。PS2版では貧民街出身で、少年時代に貧困から弟達が衰弱死している。
実は黒幕のセラリアに利用されたに過ぎなかった。PC版ではその生死について語られていないが、PS2版ではセラリアに占拠された後の行動について描かれている。
後日談では、亜弥と共にフラワーショップを営んでいる。
アニメでは杉本亜弥を守って戦死する。
若槻 兼吉（わかつき けんきち）
声 - 岡田浩司 / 長嶝高士（ゲイルとの2役）
再生医学の研究に携わる教授。秀平達の心強い味方。アリエスの外から、通信でサポートする。セラリア同様、優秀な研究者である。
クーちゃん
声 - 中華（PC版）、ようこ（リメイク版） / 安倍ようこ
アリエス内で生まれ、従業員に飼われていたミニチュアコーギー犬。宇宙へ行った犬・クドリャフカから名づけられた。アリエスで出会ったななみと仲良くなる。PC版で声を出しているのはNavelのイラストレーターである西又葵の飼い犬「中華」。
後日談では、秀平・七央・ななみ一家に飼われている。
アニメの最終話では、セラリアに返り討ちにされようとするななみを助ける為に現われる。大きく吼え続けてセラリアに注意を自分に向けた事がきっかけでななみに勝機を与える大きな役目を果たした。
アリア
声 - 芹園みや（リメイク版）
リメイク版でのみ登場。ユウとは異なる組織に所属するスパイの少女。アリエスに潜入し、ゲイルの行動をサポートすることと、アリエス内の情報を組織の上層部に報告する任務を帯びていたが、その存在を危険視したセラリアによってロッカーに閉じこめられる。
セラリア＝マーカライト
声 - 岩間信子 / 手塚ちはる
誕生日：11月4日。身長：171cm。スリーサイズ：B98/W63/H93。
中央士官学校の女性教官。合衆国国籍の軍人であるが、「特別交流プログラム」制度によって招かれた臨時講師であり、予科では英語、機械技術、特別演習を教えている。眼鏡をかけた冷静な姿はクールに見えるが情熱家である。
実はハララクスによるアリエス占拠事件の黒幕で、不老不死の肉体を持つパーフェクト・スキュラ。優しく貞淑な顔は見せかけで、本性は冷酷非情で淫乱なサディスト。ハララクスとは一時的な協力関係を結んでいるに過ぎず、彼女がゲイルらを利用しているにすぎない。自らのスキュラ細胞を他の生物に移し、自由に操ることができる。このスキュラはサーバント（下僕）とマリオネット（操り人形）の2種類が存在し、マリオネットは完全な彼女の支配下である。本性を現すと、眼鏡を外し、髪を伸ばした姿になる。また、士官学校の制服の下には、ボンデージ風の衣装を着込んでいる。
当時は、涼太達の事は見下していたが自分が仕掛けてきたスキュラ達を次々と打ち倒していく度にイラつき、特に作業機での戦いにおいて圧倒的な差で敗北したときには激怒するハメとなる。負け続けの屈辱を受け、ストーリーが進む度についにはアリエスを地球に落下すると言う最終手段に入る。
そして突然現われたななみに返り討ちにしようと肉体を吸収しようとするも、彼女がハーフ・スキュラである事をまったく知らずに、しかもそのガン細胞も取り込んでしまってしまい消滅する。だが、幼い頃に父親から虐待行為を受けて寂しい思いをしていた悲しい過去をななみに理解され、彼女のDNAの一部である髪の毛が回収され、後日談では生還される。口の利き方は本性のままだが、寝の優しさは先生の頃に戻っている為、何故かななみに慕われている。
アニメでは、次回予告全般を担当し、豹変ぶりを自己アピールしている他、秀平に色欲を抱いている事が台詞や態度からうかがえる。突如現われたななみを打ち返そうとするも、突如現われたクーちゃんに唖然と驚きをしてしまった隙にななみからガン細胞を送られてしまい消滅する。

### その他のキャラクター
真聡（まさと）
声 - 星野みく（PC&PS2） / 土谷麻貴（TVアニメ）
謎のスカートめくり少年。アリエスにいる民間人の一人で、母親（声 - 木野花さわ / いわむらあい）も民間人である。
シン＝クロサキ
声 - 石川正明
ハララクスやセラリアに協力する研究者。眼鏡をかけた青の長髪の男性。後に涼太達と行動を共にする。セラリアの正体を知っている。

## ゲームシステム
本作は、序章・第1章・第2章・第3章（終章）の4つの章で構成され、選択肢によってストーリーを進める。一度見た章は、次から飛ばすことができる。前作『SHUFFLE!』に比べると選択岐が多く、難易度も高い。全部で20以上のバッドエンド（PC版では死亡、ヒロインの陵辱シーンなど）が用意されている。
- 第1章は相澤秀平視点で進む。ヒロインは森崎七央。
- 第2章は相澤涼太視点で進む。ヒロインは永瀬沙佳、新田亜希、ユウ=ヤマナミ。ただし1周目は沙佳のみである。PS2版、リメイク版では、カレン=タチバナが追加される。
- 第3章は事件の真相と、第2章で選んだヒロインのエンディングが見られる。選択肢はない。またPS2版、リメイク版では、個別エンディングはないものの杉本亜弥のシナリオも追加されている。
- PS2版、リメイク版では2周目以降に現れるある選択肢を選ぶことによって第3章のシナリオが増えるとともに、第4章に入ることができる。第4章では、全ての登場人物の後日談が語られるが、どのヒロインのルートを進んでも基本的な内容は変わらない。
- リメイク版では、全ヒロインのエンディングを見た後にアフターストーリー2本を見ることができる。

## ゲーム・スタッフ
- 制作 - Navel
- 企画・脚本 - 藤海琢樹
- キャラクターデザイン・原画 - 鈴平ひろ
- CG監修・背景監修：斉藤陽子
- 音楽 - アッチョリケ
- 背景美術 - 草薙
- オープニングムービー - tsukune.（Iris motion graphics）（PC版）、RMG（リメイク版）

## 主題歌
PC版
- オープニングテーマ「Not Found」
作詞：AlAi / 作曲・編曲：アッチョリケ / 歌：内野なお
- PC版およびリメイク版エンディングテーマ「Accepted」
作詞：AlAi / 作曲・編曲：NACHTMUSIK / 歌：井上繭

PS2版
- オープニングテーマ「Cosmic Rhapsody」
作詞 - AlAi / 作曲：アッチョリケ / 編曲 - ms-jacky / 歌 - 橋本みゆき
- エンディングテーマ「あなたを守りたい」
編曲：鈴木マサキ / 歌・作詞・作曲：橋本みゆき

PCリメイク版
- オープニングテーマ「Defy Gravity（Not Found 2010）」[6]
作詞：藤海琢樹 / 作曲：アッチョリケ / 編曲：Blasterhead / 歌：美郷あき

## テレビアニメ
2006年4月から6月まで、AT-X・チバテレビ・テレ玉・tvk・三重テレビ・KBS京都で放送された（全12話+特別編）。
なおAT-Xでは第3話より15歳未満視聴制限をかけ、地上波各局とは違うバージョンが放送されている。また2006年12月からの再放送は「ディレクターズ・カット版」と銘打たれ、視聴制限も第1話からに変更された。

### スタッフ
- 監督・シリーズ構成・撮影監督 - 所俊克
- キャラクター原案 - 鈴平ひろ
- キャラクターデザイン - 渡辺義弘
- メカニックデザイン - 星之絵富也
- 総作画監督 - 渡辺義弘、早川ナオミ
- 美術監督 - 宮前光春
- 色彩設計 - のぼりはるこ
- 編集 - 岡田輝満
- 音楽 - 澤野弘之
- 音楽プロデューサー - 伊藤善之
- 音楽制作 - Mellow Head
- 音響監督 - 飯田里樹
- エグゼクティブプロデューサー - 赤松智、川村明廣、中村直樹、井上俊次、武村哲司
- プロデューサー - 石塚治寿、井出美恵、山崎明日香、櫻井優香、田所達也
- 制作プロデューサー - 佐久間敏郎、三上孝一
- アニメーション制作 - ピクチャーマジック
- 製作 - Soul Link メディア Project（インターチャネル、ジェネオンエンタテインメント、AT-X、オンザラン、東京電化）

### 主題歌
オープニングテーマ「screaming」
作詞 - AlAi / 作曲 - アッチョリケ / 編曲 - 鈴木マサキ / 歌 - 橋本みゆき
エンディングテーマ「dust trail」
作詞 - 藤海琢樹 / 作曲 - アッチョリケ / 編曲 - 鈴木マサキ / 歌 - 橋本みゆき

### 各話リスト
| 話数 | サブタイトル                 | 脚本       | 絵コンテ          | 演出       | 作画監督                                        |
| ---- | ---------------------------- | ---------- | ----------------- | ---------- | ----------------------------------------------- |
| 1    | ENCOUNTER -出会い-           | 長谷川勝己 | 所俊克            | 山口美浩   | 森川均                                          |
| 2    | CONTACT -接触-               | 静谷伊佐夫 | 矢吹勉            | 石川敏浩   | 水上ろんど、いわさきたいすけ 植田和幸、馬場竜一 |
| 3    | OUTBREAK -勃発-              | 長谷川勝己 | 所俊克            | 小島慎太郎 | 山本修                                          |
| 4    | BREATHING SPACE -休息-       | 静谷伊佐夫 | 小柴純弥          | 熨斗谷充孝 | 南伸一郎                                        |
| 5    | WATERSHED -分岐点-           | 長谷川勝己 | 池田重隆          | 池田重隆   | 横瀬順一                                        |
| 6    | FAREWELL -別れ-              | 静谷伊佐夫 | 所俊克            | 岡崎幸男   | 八重洲まもる                                    |
| 7    | FLUX -流転-                  | 長谷川勝己 | 山口美浩 所俊克   | 岡尾貴洋   | 桜井木ノ実                                      |
| 8    | DESIRE -願い-                | 静谷伊佐夫 | 山田一郎          | 山田二郎   | 姫沙羅                                          |
| 9    | ROUSE -覚醒-                 | 長谷川勝己 | 山口美浩 餅田隆幸 | 岡尾貴洋   | 岡野幸男、山本修 横瀬順一                       |
| 10   | STRAY -迷走-                 | 静谷伊佐夫 | 東海林真一        | 東海林真一 | 東出太                                          |
| 10.5 | 特別回想編 -CELLARIA/NANAMI- | -          | -                 | -          | -                                               |
| 11   | MOURNING -哀悼-              | 長谷川勝己 | 所俊克            | 岡崎幸男   | 南伸一郎                                        |
| 12   | JOURNEY -旅路-               | 長谷川勝己 | 所俊克            | 高島大輔   | 桜井木ノ実 服部益実、森川均                     |

### 放送局
| 放送地域 | 放送局     | 放送期間               | 放送日時         | 放送系列  | 備考                            |
| -------- | ---------- | ---------------------- | ---------------- | --------- | ------------------------------- |
| 千葉県   | ちばテレビ | 2006年4月2日 - 6月25日 | 日曜 1:35 - 2:05 | 独立UHF局 |                                 |
| 日本全域 | AT-X       | 2006年4月5日 - 6月28日 | 水曜 9:00 - 9:30 | CS放送    | 製作委員会参加 リピート放送あり |
| 埼玉県   | テレ玉     | 2006年4月7日 - 6月30日 | 金曜 1:30 - 2:00 | 独立UHF局 |                                 |
| 京都府   | KBS京都    | 2006年4月7日 - 6月30日 | 金曜 1:30 - 2:00 | 独立UHF局 |                                 |
| 神奈川県 | tvk        | 2006年4月8日 - 7月1日  | 土曜 3:45 - 4:15 | 独立UHF局 |                                 |
| 三重県   | 三重テレビ | 2006年4月11日 - 7月4日 | 火曜 1:30 - 2:00 | 独立UHF局 |                                 |

### DVD
ジェネオンエンタテインメントより発売
1. 第1・2話：2006年6月23日発売 ASIN B000FEI4U4
2. 第3・4話：2006年7月21日発売 ASIN B000FEI4UE
3. 第5・6話：2006年8月25日発売 ASIN B000FEI4UO
4. 第7・8話：2006年9月22日発売 ASIN B000FEI4UY
5. 第9・10話：2006年10月25日発売 ASIN B000FEI4V8
6. 第11・12話：2006年11月22日発売 ASIN B000FEI4VI

## 関連商品

### CD

#### サウンドトラック
Soul Link ORIGINAL SOUNDTRACK
2005年2月23日、ランティス / LACA-9051 - LACA-9052
- ゲーム中で使用されたボーカル曲、BGMに加え、OPテーマ、EDテーマのFull Sizeを収録した2枚組。

澤野弘之「Soul Link Original Soundtrack」
2006年8月9日、ランティス / LHCA-5044
- テレビアニメ『Soul Link』中で使用されたOP・EDのTV SizeとBGMを収録。

### ドラマCD
- Soul Link Drama Album[注 1]（2005年3月24日、ランティス / LACA-5367）
ゲーム終了後の話。ゲーム版ドラマCD、キャストは佐久間紅美、増田ゆき、大野まりな、嶋方淳子、柳瀬なつみ ほか[注 2]。

### キャラクターソングアルバム
『Soul Link Character Vocal Album』は、ゲーム『Soul Link』のキャラクターソングアルバム。ゲーム版のキャラクターソングですが、声優はアニメ版のキャストです。
収録曲
1. Chocolate Party!
  - 歌：稲月ななみ（柳瀬なつみ）
  - 作詞：AlAi / 作曲・編曲：黒須克彦
2. ふたりでいれば
  - 歌：相澤涼太（荻原秀樹）
  - 作詞：藤海琢樹 / 作曲・編曲：鈴木マサキ
3. ルロウノタビジ
  - 歌：ユウ＝ヤマナミ（嶋方淳子）
  - 作詞：藤海琢樹 / 作曲・編曲：景家淳
4. Survivor's Drive
  - 歌：ゲイル＝ランティス（長嶝高士）
  - 作詞：AlAi / 作曲・編曲：鈴木マサキ
5. Link,the world.
  - 歌：永瀬沙佳（増田ゆき）
  - 作詞：AlAi / 作曲・編曲：ms竏男acky
6. Silhouette
  - 歌：新田和彦（子安武人）
  - 作詞：AlAi / 作曲・編曲：ms竏男acky
7. DESIRE
  - 歌：セラリア＝マーカライト（手塚ちはる）
  - 作詞：藤海琢樹 / 作曲・編曲：ms竏男acky
8. Scenes
  - 歌：森本茂道（若本規夫）
  - 作詞：AlAi / 作曲・編曲：景家淳
9. いたずら天国・さいばぁ編
  - 歌：新田亜希（大野まりな）
  - 作詞：藤海琢樹 / 作曲・編曲：景家淳
10. はてしない宇宙を見つめて
  - 歌：相澤秀平（伊藤健太郎）
  - 作詞：藤海琢樹 / 作曲・編曲：景家淳
11. 好きだから……
  - 歌：森崎七央（佐久間紅美）
  - 作詞：藤海琢樹 / 作曲・編曲：鈴木マサキ

#### キャラクターソング+ミニドラマCD
Soul Link The Animation Mission 01
2006年6月7日、ランティス / LHCA-5039
- テレビアニメ『Soul Link』に登場する永瀬沙佳、杉本亜弥のキャラクターソングにオリジナルミニドラマ「亜希とななみのだいぼーけん  その一」を収録。

| トラック | 曲名                              | 備考                     |
| -------- | --------------------------------- | ------------------------ |
| 1        | I'm telling you.                  | 歌：永瀬沙佳（増田ゆき） |
| 2        | 雨のち晴れ                        | 歌：杉本亜弥（南條愛乃） |
| 3        | 亜希とななみのだいぼーけん その一 |                          |
| 4        | I'm telling you.（instrumental）  |                          |
| 5        | 雨のち晴れ（instrumental）        |                          |

Soul Link The Animation Mission 02
2006年6月21日、ランティス / LHCA-5042
- TVアニメ『Soul Link』に登場するカレン＝タチバナ、ユウ＝ヤマナミのキャラクターソングにオリジナルミニドラマ「亜希とななみのだいぼーけん その二」を収録。

| トラック | 曲名                                    | 備考                             |
| -------- | --------------------------------------- | -------------------------------- |
| 1        | horizon of the universe                 | 歌：カレン＝タチバナ（庄子裕衣） |
| 2        | stardust                                | 歌：ユウ＝ヤマナミ（嶋方淳子）   |
| 3        | 亜希とななみのだいぼーけん その二       |                                  |
| 4        | horizon of the universe（instrumental） |                                  |
| 5        | stardust（instrumental）                |                                  |

Soul Link The Animation Mission 03
2006年7月26日、ランティス / LHCA-5048
- TVアニメ『Soul Link』に登場する新田亜希、セラリア＝マーカライトのキャラクターソングにオリジナルミニドラマ「亜希とななみのだいぼーけん その三」を収録。

| トラック | 曲名                              | 備考                                     |
| -------- | --------------------------------- | ---------------------------------------- |
| 1        | DA・KE・DO                        | 歌：新田亜季（大野まりな）               |
| 2        | rainy day                         | 歌：セラリア＝マーカライト（手塚ちはる） |
| 3        | 亜希とななみのだいぼーけん その三 |                                          |
| 4        | DA・KE・DO（instrumental）        |                                          |
| 5        | rainy day（instrumental）         |                                          |

Soul Link The Animation Mission 04
2006年8月23日、ランティス / LHCA-5052
- TVアニメ『Soul Link』に登場する森崎七央、稲月ななみのキャラクターソングにオリジナルミニドラマ「亜希とななみのだいぼーけん その四」を収録。
「亜希とななみのだいぼーけん」は後にNavelから発売された「Navel Drama CD 〜Episodes Mix〜」にまとめて収録されている。

| トラック | 曲名                              | 備考                         |
| -------- | --------------------------------- | ---------------------------- |
| 1        | ring                              | 歌：森崎七央（佐久間紅美）   |
| 2        | happy mornig                      | 歌：稲月ななみ（柳瀬なつみ） |
| 3        | 亜希とななみのだいぼーけん その四 |                              |
| 4        | ring（instrumental）              |                              |
| 5        | happy mornig（instrumental）      |                              |

#### 主題歌シングル
ランティスより発売。
screaming
歌 - 橋本みゆき / 2006年4月26日
- テレビアニメ『Soul Link』のOP、EDを収録したマキシシングル。

Cosmic Rhapsody
歌 - 橋本みゆき / 2006年7月5日
- PS2版『Soul Link EXTENSION』のOP、EDを収録したマキシシングル。

Cross Illusion
歌 - 美郷あき / 2010年8月11日
- PCリメイク版『Soul Link ULTIMATE』のOP「Defy Gravity（Not Found 2010）」を収録したマキシシングル。

### 小説
- Soul Link（ソフガレノベルズ）
  - 上巻 2005年5月15日発売 ISBN 4-86133-048-3
  - 下巻 2005年7月15日発売 ISBN 4-86133-049-1
ソフトガレージ刊 著：神尾丈治
Navel原作のジュブナイルポルノは本作のみ。
- Soul Link アンソロジーノベル（JIVE CHARACTER NOVELS）
ジャイブ刊 2005年7月25日発売 ISBN 4-86176-167-0

### コミックス
- Soul Link -SignalCode:0-（カドカワコミックスA）
全1巻 2006年4月10日発売 ISBN 4-04-713809-6
角川書店刊 原作：Navel 著：今ノ夜きよし
「コンプエース」Vol.1（2005年3月）からVol.3（2005年9月）まで連載。第1章のストーリーが中心。
- Soul Link（ミッシィコミックス）
宙出版刊 2005年5月24日発売 ISBN 4-7767-1620-8
アンソロジーコミック。

### その他書籍
- Soul Link 公式ビジュアルガイド
角川書店刊 2005年4月15日発売 ISBN 4-04-707182-X
キャラクター紹介、設定原画・線画、スタッフインタビュー、書き下ろし小説が収録されている。表紙は七央、沙佳。
- Soul Link プレミアムファンブック
宙出版刊 2005年6月7日発売 ISBN 4-7767-9179-X
キャラクター紹介、全ストーリー、イベントCG、販促イラスト、スタッフインタビュー、イベントラフ資料集が収録されている。表紙は七央、沙佳、亜希。